# Les Medley
Les Medley (Londra, 3 settembre 1920 – 22 febbraio 2001) è stato un calciatore inglese, di ruolo attaccante.

## Carriera

### Nazionale
Ha collezionato 6 presenze con la maglia della nazionale inglese.

## Palmarès

### Club

#### Competizioni nazionali
- Campionato inglese: 1

Tottenham: 1950-1951
- Community Shield: 1

Tottenham: 1951
- Campionato inglese di seconda divisione: 1

Tottenham: 1949-1950